# トヨタ・M15A-FXE
トヨタ・M15A-FXEは、トヨタ自動車のエンジン（ICE）（ダイナミックフォースエンジン）の内の一つ。2020年（令和2年）2月10日発売の4代目（日本仕様は初代扱い）トヨタ・ヤリスとトヨタ・ヤリスクロス、2代目トヨタ・アクア、3代目トヨタ・シエンタ、レクサス・LBXに搭載される。Fは実用DOHC、Xはハイブリッド専用ミラーサイクル、Eはフューエルインジェクション（EFI）を意味している。

## 概要
トヨタのハイブリッド車専用ガソリンエンジンとしては史上初となる直列3気筒DOHC12バルブのガソリンエンジンで、このほか、可変バルブタイミング機構が採用されており、吸気側がVVT-iE、排気側がVVT-iとなっている。
燃料噴射方式はポート噴射。
4代目トヨタ・ヤリスで比較した場合、コンベンショナルモデル版のM15A-FKSとの相違点は以下。
- アイドリングをしないため、駆動損失の原因となる1次バランサーシャフトを備えず、代わりにクランクプーリーにアンバランスマスを備えて振動を緩和している。
- ポート噴射を採用する。
- 熱効率は40%に達する（一方のコンベンショナルICE版のM15A-FKSの熱効率は39%に留まっている）。

## 系譜
- エンジン型式一覧の自動車用エンジンの系譜を参照。

## 諸元[3][4]
- 排気量 1,490cc
- 内径×行程:80.5mm×97.6mm
- 圧縮比 14
- 最高出力 91PS(67kW)/5,500rpm
- 最大トルク 12.2kg・m(120N-m)/3,800〜4,800rpm